# Oblast' del Daghestan
L'Oblast' del Daghestan (in russo Дагестанская область?) era un oblast' (provincia) del vicereame del Caucaso dell'Impero russo. Corrispondeva approssimativamente alla gran parte dell'attuale Daghestan sud-orientale. È stato creato nel 1860 dai territori dell'ex Imamato caucasico.

## Demografia
Nel 1897, l'oblast' aveva una popolazione di 571.154 abitanti. Gli avari caucasici costituivano la minoranza più numerosa della popolazione con il 27,8% (vedi grafico sotto). Le minoranze significative erano costituite da dargin e lezgini.

### Gruppi etnici nel 1897[1]
| TOTALE          | 571.154 | 100%  |
| --------------- | ------- | ----- |
| Avari caucasici | 158.550 | 27,8% |
| Dargin          | 121.375 | 21,2% |
| Laki            | 76.381  | 13,4% |